# Entablement
Entablement (fra fr., af it. intavolatura, opr. lat. in = på, og tabula = planke, bord) er i nordisk arkitekturterminologi samlebetegnelsen for alle de horisontale bygningsled, som hviler på søjlerne i klassisk græsk arkitektur. I de klassiske søjleordener består entablementet af arkitrav nederst, frise i midten og gesims øverst. På gavlvæggene i et tempel hviler den trekantede gavl eller pedimentet på entablementet.
| Arkitektur | Spire Denne arkitekturartikel er en spire som bør udbygges. Du er velkommen til at hjælpe Wikipedia ved at udvide den. |